# Embraer EMB-200
O Embraer EMB-200 "Ipanema" é um avião agrícola monomotor de asa baixa desenvolvido e fabricado no Brasil pela Embraer.

## História
No final dos anos 1960, o Ministério da Agricultura brasileiro firmou contrato com a Embraer a fim de produzir no país uma aeronave agrícola, com o objetivo de modernizar o setor ao disponibilizar novas técnicas de produção, além de gerar recursos para recém-criada fabricante, na época uma estatal.
O Ipanema foi projetado por engenheiros do Instituto Tecnológico de Aeronáutica e testado na Fazenda Ipanema, no município de Sorocaba. A aeronave realizou seu primeiro voo em 1970 e a produção teve início em 1972. O modelo EMB 202-A do Ipanema, certificado em 2004, é a primeira aeronave produzida em série do mundo a operar com etanol. O número de unidades produzidas já superou a marca das mil e duzentas, das quais aproximadamente 30% utilizam o biocombustível.

## Características
Idealizado para pulverizar plantações com fertilizantes e pesticidas, também pode ser utilizado para espalhar sementes, combater incêndios e criar chuva artificial. Para proteger o piloto do contato com os produtos químicos, a cabine do Ipanema conta com um sistema de vedação e a dispersão dos defensivos químicos ocorre na parte posterior das asas. Por voar em baixas altitudes, conta com um equipamento corta-fios. Ao longo dos anos diversas variantes do Ipanema foram certificadas e postas à disposição:
- EMB 200 - Certificado em 1971. Primeira versão de produção com motor Lycoming de 260 HP. A capacidade do reservatório era de 550 kg.
- EMB 200A - Certificado em 1973. Similar a anterior com alguns aperfeiçoamentos.
- EMB 201 - Certificado em 1974. Motor Lycoming de 300 HP, alterações aerodinâmicas. A capacidade do reservatório era de 750 kg.
- EMB 201A - Certificado em 1977. Similar a anterior com novo painel, controles e asas.
- EMB 202 - Certificado em 1991. Possui alterações aerodinâmicas importantes como winglets, além de equipamento de pulverização eletrostática opcional. Capacidade do reservatório foi ampliada para 950 L. Conhecido como "Ipanemão".
- EMB 202A - Certificado em 2004.  Primeira aeronave de série no mundo a voar com motor etanol, um Lycoming de 320 HP. O álcool possibilita um melhor desempenho, além de custos mais baixos de manutenção e operação. O "Ipanemão" álcool.
- EMB 203 - Possui envergadura de 13,3 m, possibilitando uma maior faixa de deposição de defensivos, reservatório de 1175 L e cabine mais anatômica.